# Доценко Валерій Анатолійович
Валерій Анатолійович Доценко (нар. 23 грудня 1978) — український футболіст, що грав на позиції захисника і півзахисника. Відомий насамперед виступами в складі команди вищої української ліги «Ворскла» з Полтави, та клубу найвищого дивізіону Узбекистану «Машал».

## Клубна кар'єра
Валерій Доценко розпочав виступи на футбольних полях у 1996 році в складі команди другої ліги «Авангард» з Мерефи, яку за рік перейменували на «Металіст-2» та перевели до Харкова. У 1998 році футболіст перейшов до складу аматорського клубу «Арсенал» з Харкова, який за рік розпочав грати в другій лізі, проте цього разу в другій лізі Доценко не грав, обмежуючись виступами за фарм-клуб харківської команди. У сезоні 2001—2002 Валерій Доценко грав у складі ліванської команди «Аль-Аглі». Після повернення в Україну в 2003 році Доценко грав у складі команди другої ліги «Вуглик». Сезон 2003—2004 років футболіст провів у складі команди першої ліги «Спартак» з Івано-Франківська. Початок сезону 2004—2005 років Доценко провів у складі команди вищої української ліги «Ворскла» з Полтави, а на початку 2005 року знову грав у складі «Вуглика».
У середині 2005 року Валерій Доценко знову стає гравцем івано-франківського «Спартака», проте вже на початку 2006 року український футболіст переходить до клубу найвищого дивізіону Узбекистану «Машал». Зігравши за узбецьку команду 1 матч, Доценко повернувся в Україну, де став гравцем клубу першої ліги «ІгроСервіс» з Сімферополя, а на початку 2007 року грав у складі команди другої ліги «Газовик-ХГВ». У сезоні 2007—2008 років футболіст грав у складі команди другої ліги «Поділля» з Хмельницького, а в сезоні 2008—2009 років у складі іншої команди другої ліги «Нива» з Вінниці. До 2011 року Валерій Доценко грав у складі низки аматорських команд Харківщини, а після остаточного завершення виступів на футбольних полях працював тренером у футбольних школах Харкова.